# 青空千夜・一夜
青空千夜・一夜（あおぞら せんや・いちや）は、日本の漫才コンビ。

## メンバー
- 青空 千夜（あおぞら せんや、本名：酒井 義人、1930年6月28日[1] - 1991年6月20日[1]）
  - 福岡県北九州市出身。八幡押原高校卒業。
- 青空 一夜（あおぞら いちや、本名：小板橋 喜八郎、1932年9月17日[2] - 1996年4月23日[2]）
  - 長野県戸倉町出身。

## 概要
1954年、コロムビア・トップ・ライト（青空一門）門下の、歌謡ショー司会者同士で結成。小太りで黒縁眼鏡の千夜と、大柄で筋肉質な一夜の、凸凹コンビ。元々両者とも漫才師になる心算はなく、千夜は炭坑夫出身、一夜は自衛隊中央音楽隊出身で、共に歌手志望だった。千夜は一夜と組む前、1年間程別の相方と漫才コンビを組んでいた。
説教口調の一夜が8割方喋り、千夜が茶化されつつ相槌を打つ、ボケ・ツッコミの役割分担がはっきりしたスタイルで、「（小林）一茶かホイ」「あの本この本」等のとぼけたネタで人気者になる。1959年に第7回NHK漫才コンクール優勝。1966年「サンテ10人抜きのど自慢」の司会者、1967年には『歌謡ヒットアルバム』『ヒット・スコープ』の司会でメディアでも売れた。1969年にNHKホールの「NHK東西漫才大会」で遠藤佳三作『マイホーム作戦』により芸術祭優秀賞受賞。1971年に漫才協団に新設された第1回の真打に昇進した。
1979年、慰問活動などの功績により交通栄誉章を授与。1980年頃、一夜は漫才協団副理事長に選出される。
長らく堅実な活躍を続けてきたが、1989年秋、千夜が腸の不調を訴え入院し、癌が見つかる。その後体調と相談しながら舞台に上がっていたが、1991年の春に再び不調を訴え、検査をしたところ、肝臓がんが発覚。休業して治療に専念したものの急速に病状が悪化し61歳で死去。師匠のトップは葬儀で号泣した。
コンビ消滅後も、一夜はピンで講演、司会業等で舞台を立ち続ける傍ら、漫才協団理事長を務め精力的に活動していたが、1996年に急性肺炎で死去した。
一夜は「覆面太郎」名義で「これが男だ／泣くな弟」（1963年7月）をリリースしているが、ヴォーカルに過度のエコーが掛けられているため、一聴しただけでは一夜の歌唱とは判別し難い。
弟子には青空一歩・三歩などがいる。

## レコード
- これが男だ（青空一夜）（覆面太郎名義、1963年 SAS-45 日本コロムビア）[3]
- 暁に祈る-青空一夜の愛唱歌集-（青空一夜）（1970年 ALS-4488 日本コロムビア）
- 日本歌謡史 第10集　GES-3038 日本コロムビア

青空一夜 VA 加藤隼戦闘隊 収録　71年
- 若きを晒す三十年（青空一夜） / 飯島町の夜

（青空千夜） (PES-7555 日本コロムビア)
- 馬友/タイトルくずし　(青空一夜) (KA-2012)徳間　81年
- 忘れ酒（青空千夜）（1983年 3X-711 トリオ）
- 忘れ酒／北アルプスの見える町（青空千夜）（HA-1014 HGレコード）

## メディア出演

### テレビ
- キンカン素人民謡名人戦（フジテレビ） - 初代司会者だが、数か月で三和完児に交代。
- 10人抜きのど自慢（TBSテレビ） - 司会者。
- やじうま寄席（日本テレビ） - 中期のレギュラー。
- 超特急ファミリーマッチ（東海テレビ） - 初代司会者。

### 映画
- 三大怪獣 地球最大の決戦（1964年、東宝） - TV司会者 役[4][1][2]

### CM
- マルニ食品「マルニのホルモン焼き」（1974年）[5]

## 参考資料
喜利彦山人 (2020年4月14日). “青空千夜・一夜”. tokyomanzai0408.com. 2020年6月30日閲覧。